# IC 995
IC 995 — галактика типу SBd у сузір'ї Велика Ведмедиця.
Цей об'єкт міститься в оригінальній редакції індексного каталогу.